# Брижит Макрон
Брижѝт Марѝ-Клод Макро̀н (на френски: Brigitte Macron, по баща Троньо (на френски: Brigitte Trogneux), предишна фамилия – Озиѐр (на френски: Auzière), род. на 13 април 1953 г. в Амиен) е съпруга на френския политик Еманюел Макрон, 25-ия Президент на Франция. По професия е преподавател по френски и латински език в средно училище. Първа дама на Франция (от 15 май 2017 г.)

## Биография
Брижит Троньо е родена в семейството на производителя на шоколадени изделия и притежател на мрежа от сладкарски магазини Жан Троньо (1909 – 1994) и неговата съпруга Симона (по баща Пуйо̀л, 1910 – 1998). Брижит е най-малката от шестте техни деца, разликата във възрастта между нея и най-големия ѝ брат е 20 години. Семейство Троньо са богати буржоа – заселвайки се в Амиен през 1872 г., те организират производството на шоколад и на няколко местни сладкарски специалитета, в това число на амиенската разновидност на сладкиша макарон.
На 22 юни 1974 г. тя се омъжва за бъдещия банкер Андре Луи Озиер, съпрузите имат три деца: Себастиан (род. 1975), Лоранс (род. 1977) и Тифен (род. 1984). Синът Себастиан става инженер, дъщерята Лоранс – кардиолог, а Тифен – адвокат. Развеждат се през 2006 г. Брижит понастоящем има седем внука.
След като получава сертификат CAPES в областта на хуманитарните науки, Брижит преподава в Париж, след това в Страсбург, в протестантското училище Lucie-Berger. През 1991 г. тя се връща в родния си град и започва работа като преподавател по френски и латински език в йезуитския лицей La Providence. Тук през май 1993 г. тя среща Еманюел Макрон, връстник и съученик на дъщеря ѝ Лоранс. Еманюел посещава нейните уроци по литература, Брижит води също театрален клас, който той също посещава. Романът им започва през следващата, 1994 година. Родителите на Еманюел, страхувайки се от скандал, настояват той да замине за Париж, и Еманюел учи последната година в лицея Хенрих IV. Въпреки това отношенията му с Брижит Троньо не прекъсват.
Брижит се развежда с мъжа си на 26 януари 2006 г. и се омъжва за Макрон на 20 октомври 2007 г.. За пръв път в качеството на съпруга на действащ политик Брижит публично се появява на 2 юни 2015 г., вземайки участие в официалната вечеря с краля на Испания Фелипе VI и неговата жена.
Брижит Макрон играе активна роля в предизборната кампания на мъжа си, а негов важен съветник казва, че „нейното присъствие за него е важно“. Тя, както се говори, също е „една от малкото личности, на които той се доверява“. Макрон заявява, че ако победи на изборите, жена му „ще играе ролята, която винаги е имала, когато е била до него, тя няма да е скрита.“ По време на неговата избирателна кампания всички деца на Брижит поддържат бъдещия президент. На 15 май 2017 г. Брижит Макрон става първа дама на Франция.
Президентът Макрон прави няколко заявления относно необходимостта да се изработи официален статут на първата дама на Франция, като ѝ се възложат определени функции в системата на президентската власт, но през август 2017 г. онлайн-петиция против тази идея събира над 200 хил. подписа.
Въпреки това на 21 август 2017 г. на сайта на Еманюел Макрон са публикувани правила за прозрачността на статуса на съпругата на държавния глава, Брижит Макрон получава неплатена длъжност в представителството на страната.